# Otomops madagascariensis
Otomops madagascariensis là một loài động vật có vú trong họ Dơi thò đuôi, bộ Dơi. Loài này được Dorst mô tả năm 1953.